# Tønsberg tønne

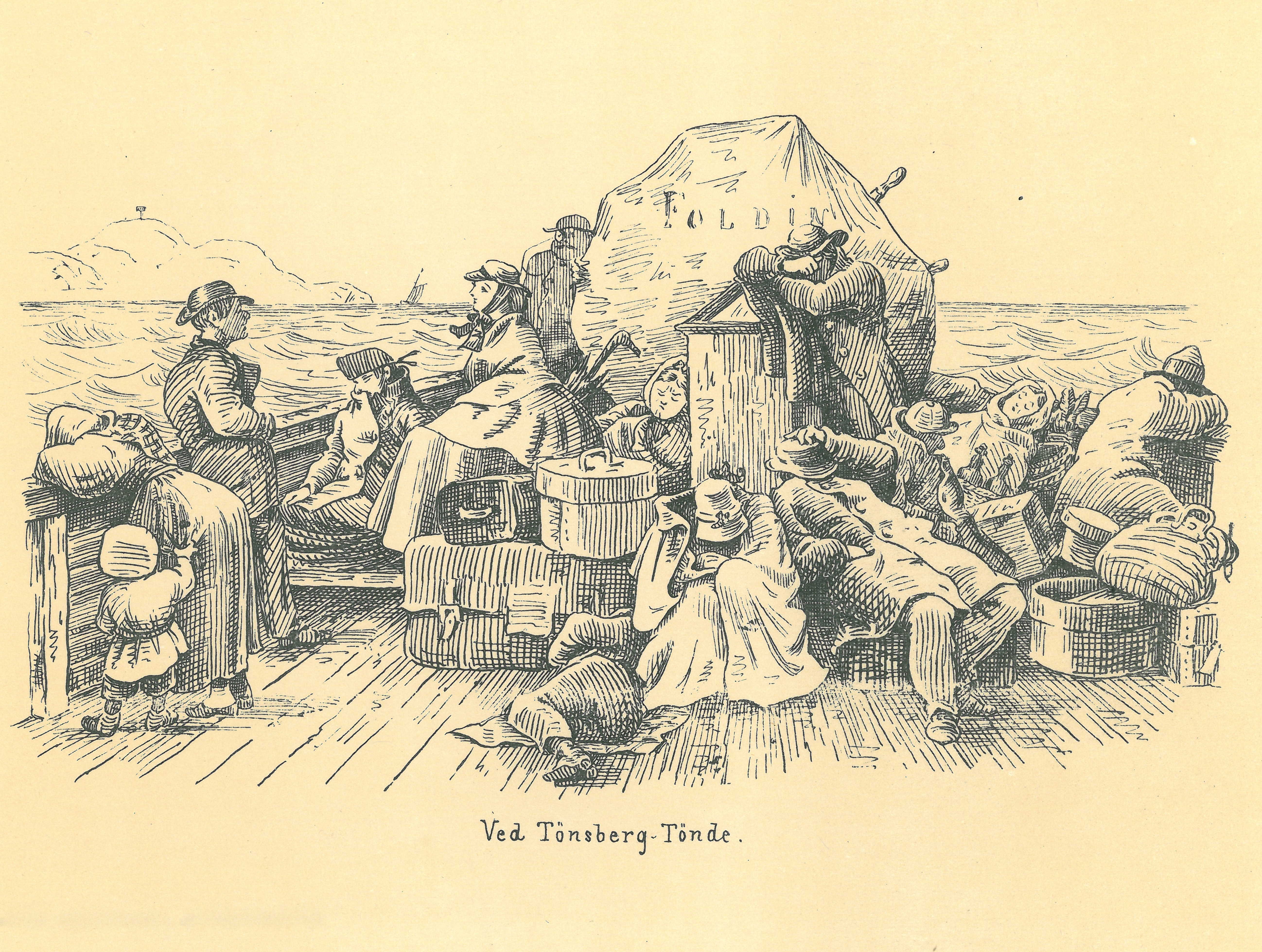
Vid Tønsberg tønne

Tønsberg tønne är en hög, av vågorna glattslipad klippa, på västsidan av Tønsbergfjorden, där skärgården på en kort sträcka är avbruten. På klippan var det ursprungligen uppsatt en tunna som sjömärke på en hög stång, men denna är numera ersatt av ett stenröse. Farvattnet vid Tønsberg tønne är sedan gammalt känt sin särskilt krabba sjö.